# Vlag van Brakel (Zaltbommel)

Vlag van de gemeente Brakel
(1980-1999)

De vlag van Brakel is het gemeentelijk dundoek van de voormalige gemeente Brakel in de Nederlandse provincie Gelderland. De vlag werd op 4 november 1980 per raadsbesluit aangenomen.
De vlag kan als volgt worden beschreven:
Rood, met een vluchtdriehoek van groen, smal golvend wit gezoomd met de top reikend tot de broekzijde. Op de broekhelft over het geheel een gele burcht met groene lijsten, waarop drie torens met een puntdak, de middelste iets hoger dan de buitenste.
De kleuren zijn afgeleid van het gemeentewapen. De gegolfde driehoek stelt het bos aan de oevers van de rivier voor, waaraan Brakel zijn naam te danken heeft. De burcht verwijst naar kasteel Brakel. De witte golflijnen verbeelden de Maas en de Waal en geven de ligging van de gemeente weer.
In 1999 is Brakel opgegaan in de gemeente Zaltbommel, waarmee de vlag als gemeentevlag kwam te vervallen.

## Verwante afbeelding

Wapen van Brakel

Ammerzoden 
· Angerlo 
· Batenburg 
· Beesd 
· Bemmel 
· Bergh 
· Bergharen 
· Beusichem 
· Borculo 
· Brakel 
· Didam 
· Dinxperlo 
· Dodewaard 
· Dreumel 
· Echteld 
· Eibergen 
· Elst 
· Ewijk 
· Geldermalsen 
· Gendringen 
· Gendt 
· Gorssel 
· Groenlo 
· Groesbeek 
· Hedel 
· Heerewaarden 
· Hemmen 
· Hengelo 
· Herwen en Aerdt 
· Heteren 
· Heukelum 
· Hoevelaken 
· Horssen 
· Huissen 
· Hummelo en Keppel 
· Hurwenen 
· Kerkwijk 
· Kesteren 
· Laren 
· Lichtenvoorde 
· Lienden 
· Lingewaal 
· Maurik 
· Millingen aan de Rijn 
· Neede 
· Neerijnen 
· Overasselt 
· Rijnwaarden 
· Rossum 
· Ruurlo 
· Steenderen 
· Ubbergen 
· Valburg 
· Vorden 
· Wadenoijen 
· Wamel 
· Warnsveld 
· Wehl 
· Wisch 
· Zelhem 
· Zoelen